# Велико Паланчиште
Велико Паланчиште је насељено мјесто у граду Приједор, Република Српска, БиХ. Према попису становништва из 1991. у насељу је живјело 503 становника.

## Географија
Налази се у близини Приједора. Село се развило на јужним, „осунчаним“, обронцима планине Козаре, што му даје одличне услове за развој многих грана пољопривреде.

## Култура
О насељу су 2009. године студенти Академије умјетности Универзитета у Бањој Луци направили два документарна филма. Јелена Топић је снимила филм „Ракиола вјера“, а Владимир Пејић је снимио филм „Земља за старце“.

## Становништво
| Демографија | Демографија | Демографија |
| Година      | Становника  | Становника  |
| ----------- | ----------- | ----------- |
| 1961.       | 635         |             |
| 1971.       | 597         |             |
| 1981.       | 539         |             |
| 1991.       | 503         |             |

## Знамените личности
- Дара Бановић